# Station Wrocław Główny

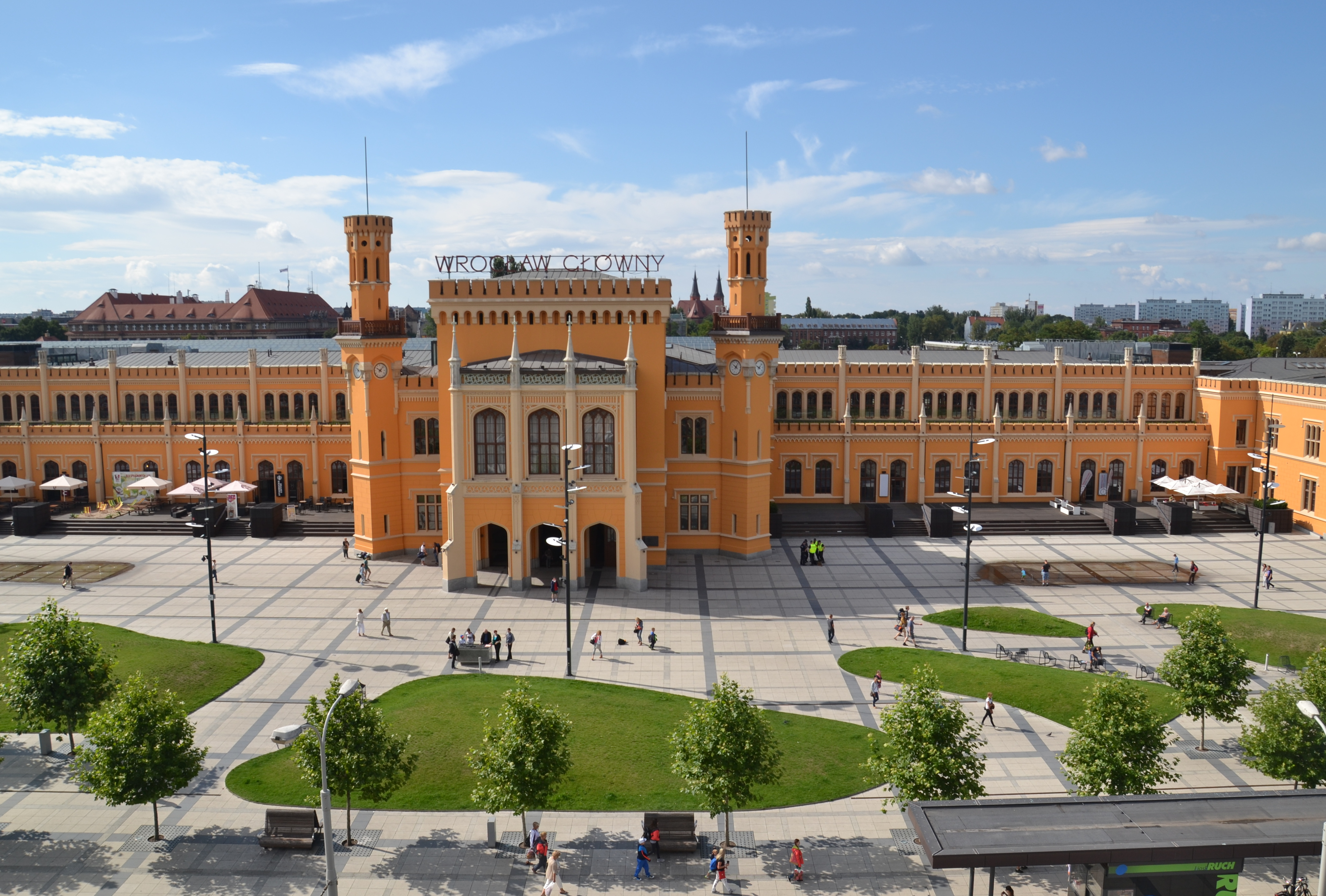
Stationsplein

Station Wrocław Główny is een spoorwegstation in de Poolse plaats Wrocław. Het is het grootste en belangrijkste station van de stad. Qua aantallen passagiers is het het grootste station van het land; in 2018 verwerkte het station 21,2 miljoen passagiers. Tot 1945 stond het station bekend onder de naam  Breslau Hauptbahnhof.

## Geschiedenis
Het station werd gebouwd in de periode 1855–1857 naar een ontwerp van Wilhelm Grapow. Het station diende als startpunt van de Oberschlesische Eisenbahn en de spoorweg Breslau – Posen – Glogau. Het verving het vorige station dat in 1841 in gebruik genomen werd en nog steeds bestaat. Het nieuwe station was veel groter en lag in de zuidelijke rand van de stad. Van 1899 tot 1904 werd het station aanzienlijk uitgebreid. Tussen 1947 en 2007 bevond er zich ook een bioscoop in de westelijke vleugel van het stationsgebouw. Tussen 2010 en 2012 werd het station opnieuw grondig vernieuwd. 